# Повіт Айко
Пові́т Айко́ (яп. 愛甲郡, あいこうぐん, МФА: [ai̯koː guɴ]) — повіт в префектурі Канаґава, Японія.